# Subway Surfers
Subway Surfers е видеоигра, пусната през 2012 г. за мобилни устройства.

## Описание
Главният герой рисува с аерозолна боя върху влак и след като бива спипан от пазача, той трябва да избяга, като преминава през различни препятствия. Играта протича практически безкрайно, като целта е да се пробяга най-голямо разстояние и да се съберат най-много точки.

## История
Видеоиграта е създадена от датските компании Kiloo и SYBO и бързо набира популярност. През 2018 г. става първата видеоигра с над 1 млрд. изтегляния от Google Play. През 2017 и 2021 г. е на първо място в Google Play и App Store.